# Anugul

Templo de Jagannath, Anugul

Anugul é uma vila  no distrito de Anugul, no estado indiano de Orissa.

## Demografia
Segundo o censo de 2001, Anugul tinha uma população de 38,022 habitantes. Os indivíduos do sexo masculino constituem 55% da população e os do sexo feminino 45%. Anugul tem uma taxa de literacia de 80%, superior à média nacional de 59.5%; com 58% para o sexo masculino e 42% para o sexo feminino. 11% da população está abaixo dos 6 anos de idade.